# Du Collège (métro de Montréal)
Du Collège est une station de la ligne orange du Métro de Montréal. Elle est située rue Du Collège dans l'arrondissement de Saint-Laurent à Montréal, province de Québec au Canada. Elle dessert notamment le Cégep de Saint-Laurent.
Mise en service en 1984, elle est desservie par les rames de la ligne orange.

## Situation sur le réseau

Plan du métro en 2021

Établie en souterrain, Du Collège est une station de passage de la ligne orange du métro de Montréal, située entre la station Côte-Vertu, terminus sud-ouest, et la station De la Savane, en direction du terminus nord-ouest Montmorency.
Elle dispose des deux voies de la ligne, encadrées par deux quais latéraux.

## Histoire
La station Du Collège est mise en service le 9 janvier 1984, lors de l'ouverture à l'exploitation du prolongement depuis l'ancien terminus Plamondon. Elle est nommée en référence à la rue éponyme, qu'elle dessert. Cette rue ayant été dénommée en l'honneur du Collège Saint-Laurent, fondé par la Congrégation de Sainte-Croix en 1847 et remplacé en 1968 par le Cégep de Saint-Laurent,.
Elle devient une station de passage le 27 octobre 1986, lors de l'ouverture du prolongement suivant jusqu'au nouveau terminus Côte-Vertu,.

## Services aux voyageurs

### Accès et accueil
La station dispose de deux édicules d'accès : Édicule A, 1490, rue Du Collège et Édicule B, 450, rue Ouimet.
L'édicule A comporte deux sorties: Une vers le coin des Rues Décarie et Du Collège et la dernière vers la Rue Du Collège. Un ascenseur permets au personnes à mobilités réduites de descendre à la mezzanine.
L'édicule B comporte deux sorties vers une boucle d'autobus. Une station de BIXI, un système de vélo en libre-service se trouve à proximité.

Installations
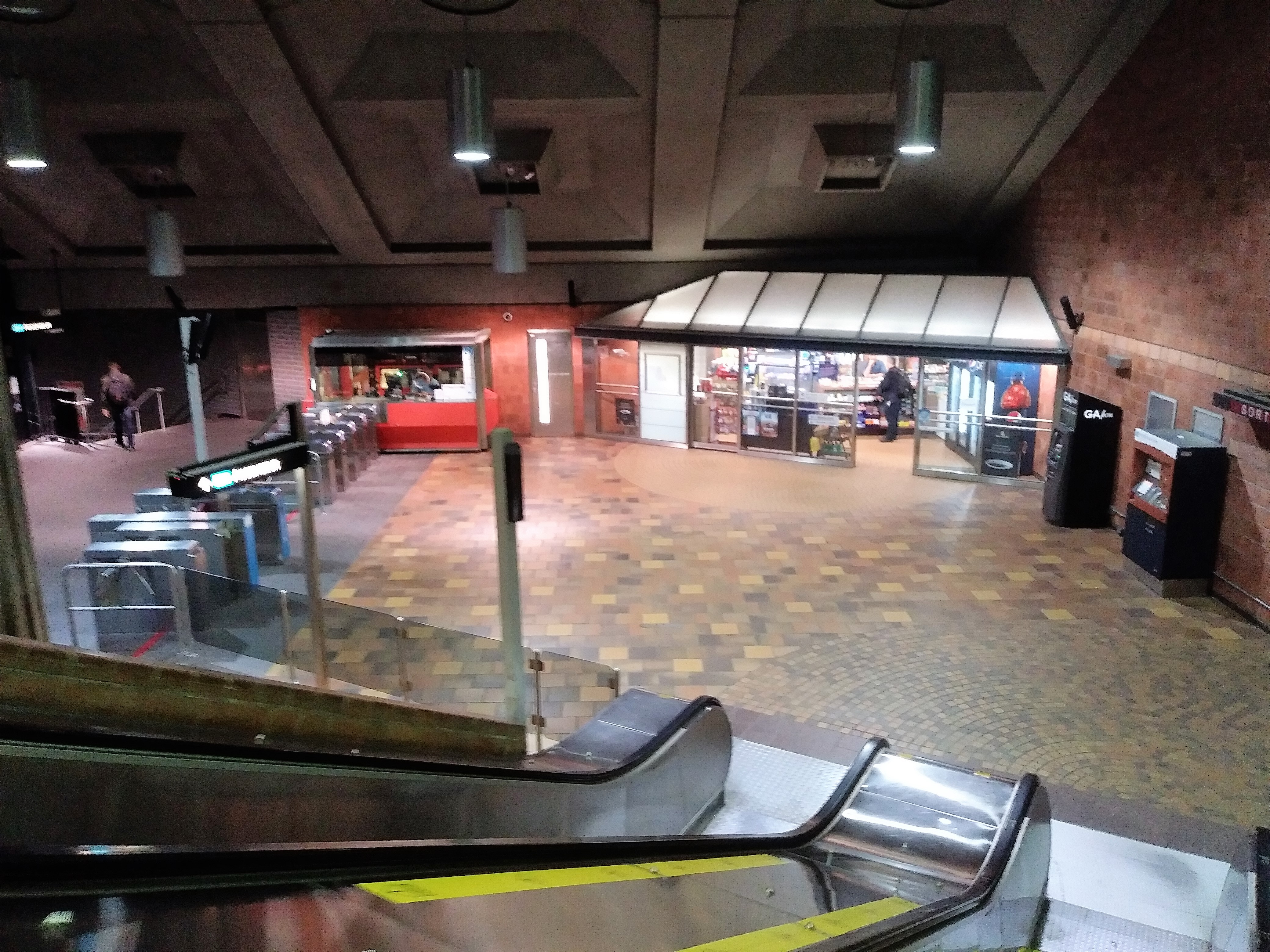
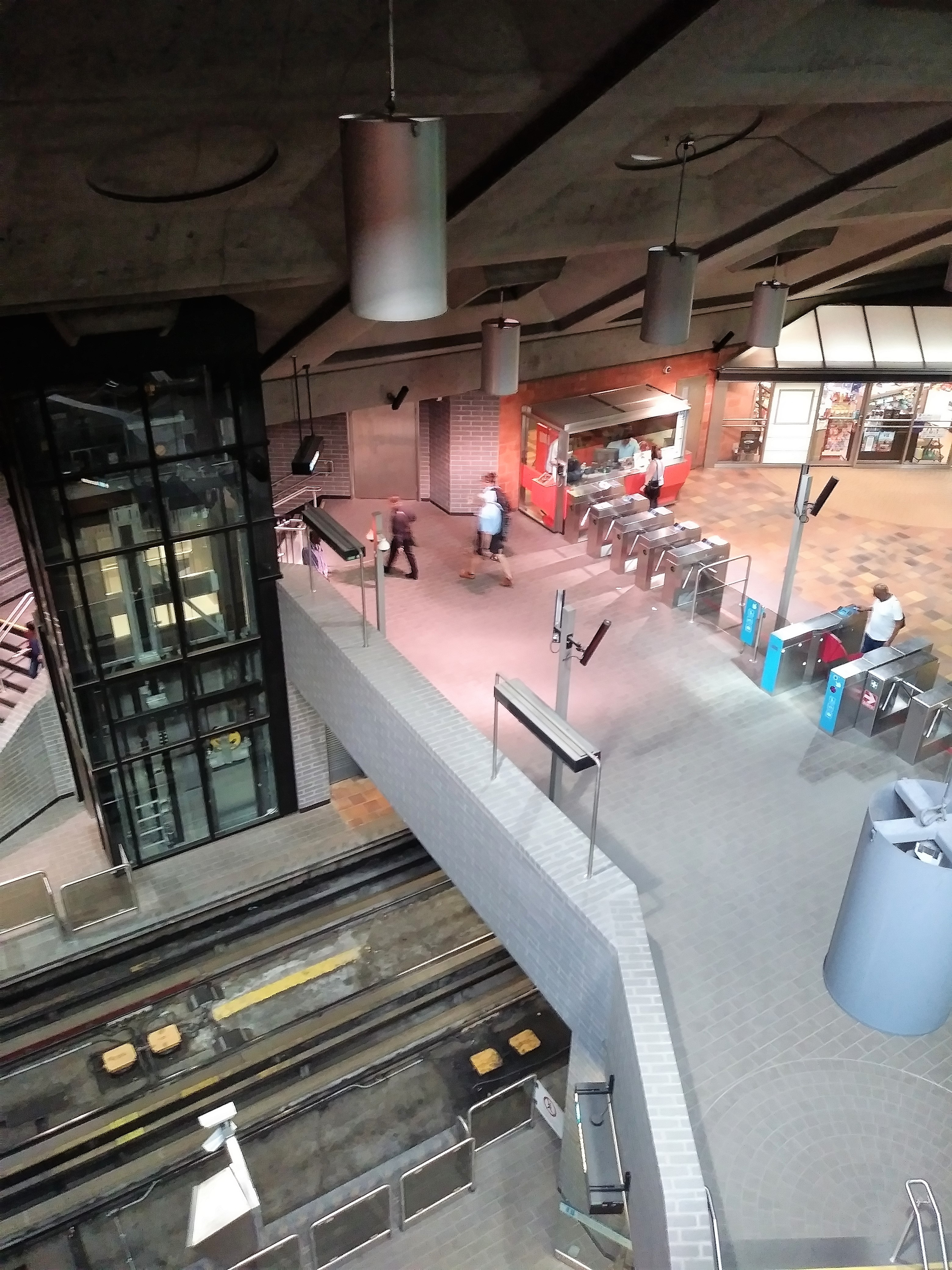
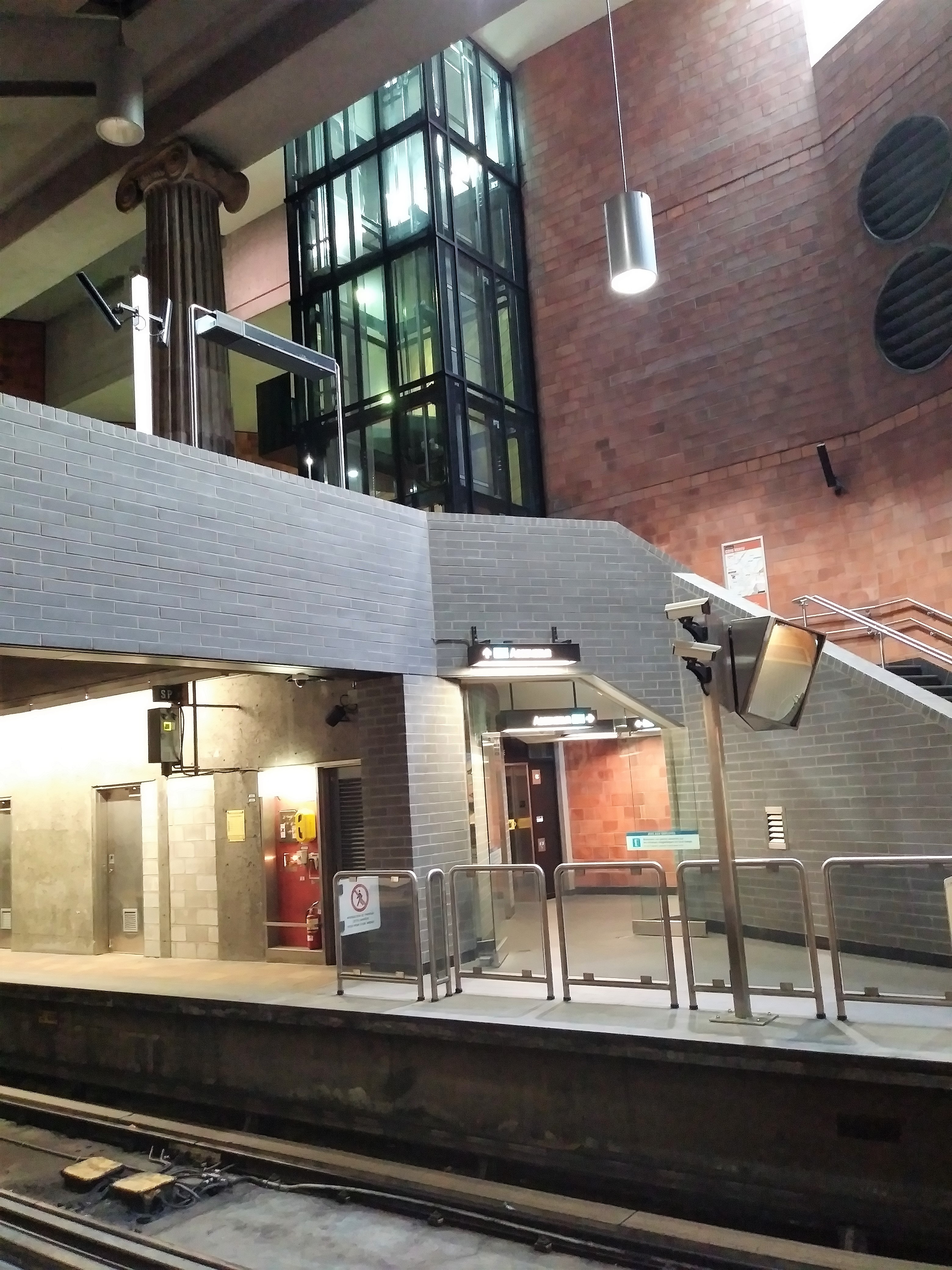

### Desserte
Du Collège est desservie par les rames qui circulent sur la ligne orange du métro de Montréal. Le premier passage à lieu : tous les jours, à 05h31, en direction de Montmorency, et à 06h06, en direction de Côte-Vertu, le dernier passage à lieu : direction Montmorency, en semaine et le dimanche à 00h31, le samedi à 01h01 ; direction Côte-Vertu, en semaine et le dimanche à 01h20, le samedi à 01h50. Les fréquences de passage sont de 3 à 12 minutes suivant les périodes.

Installations et desserte
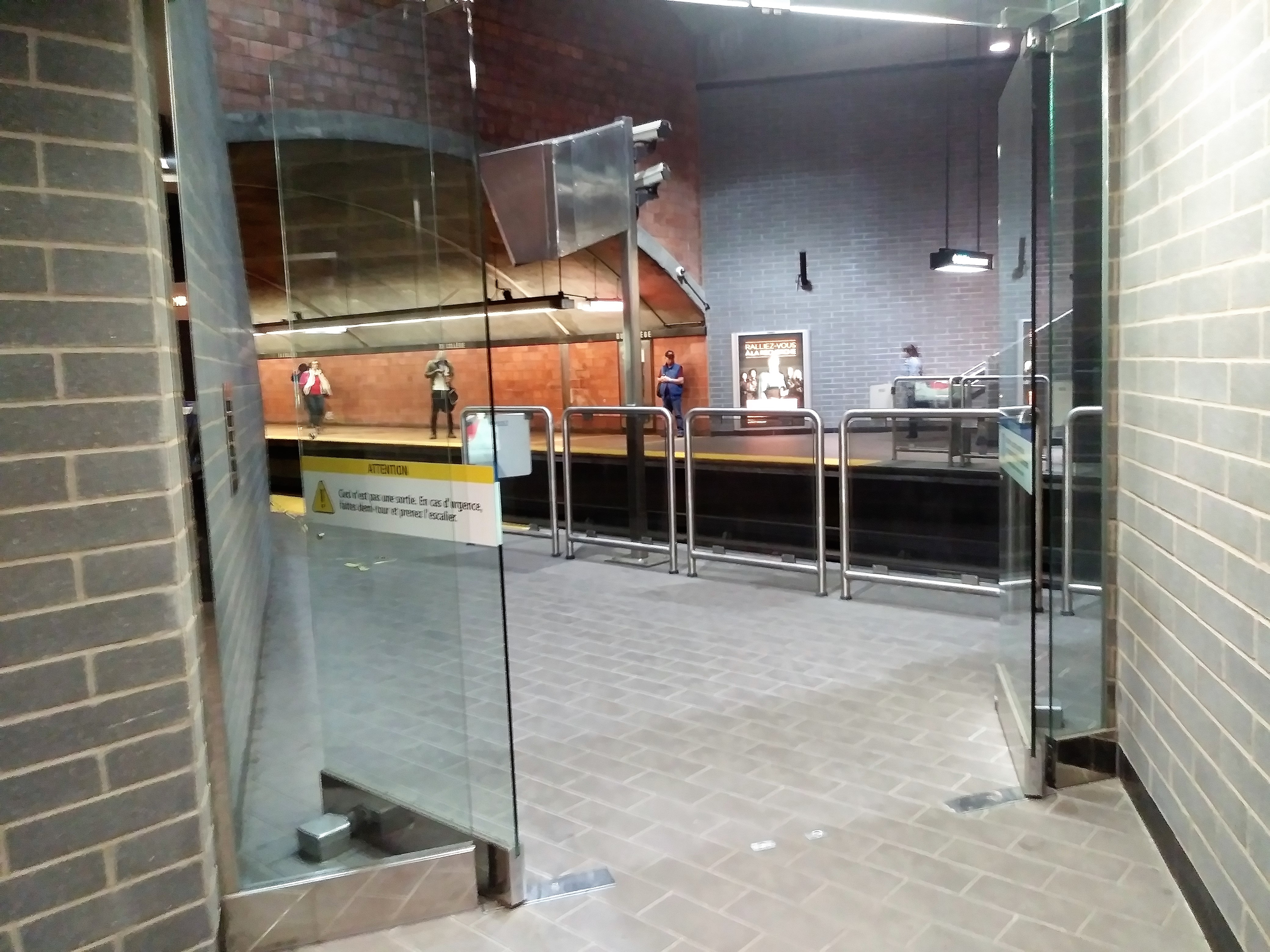
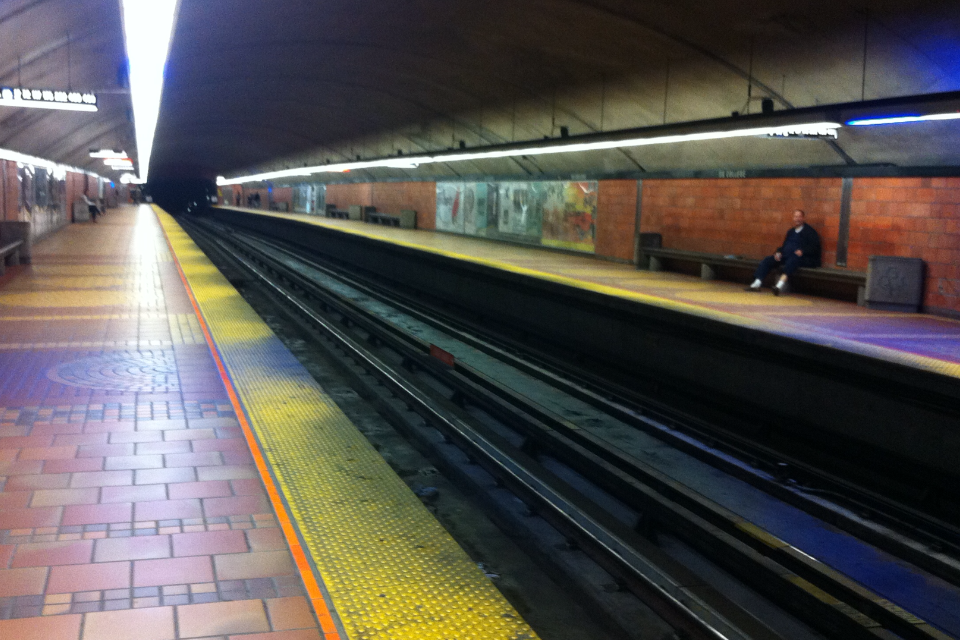
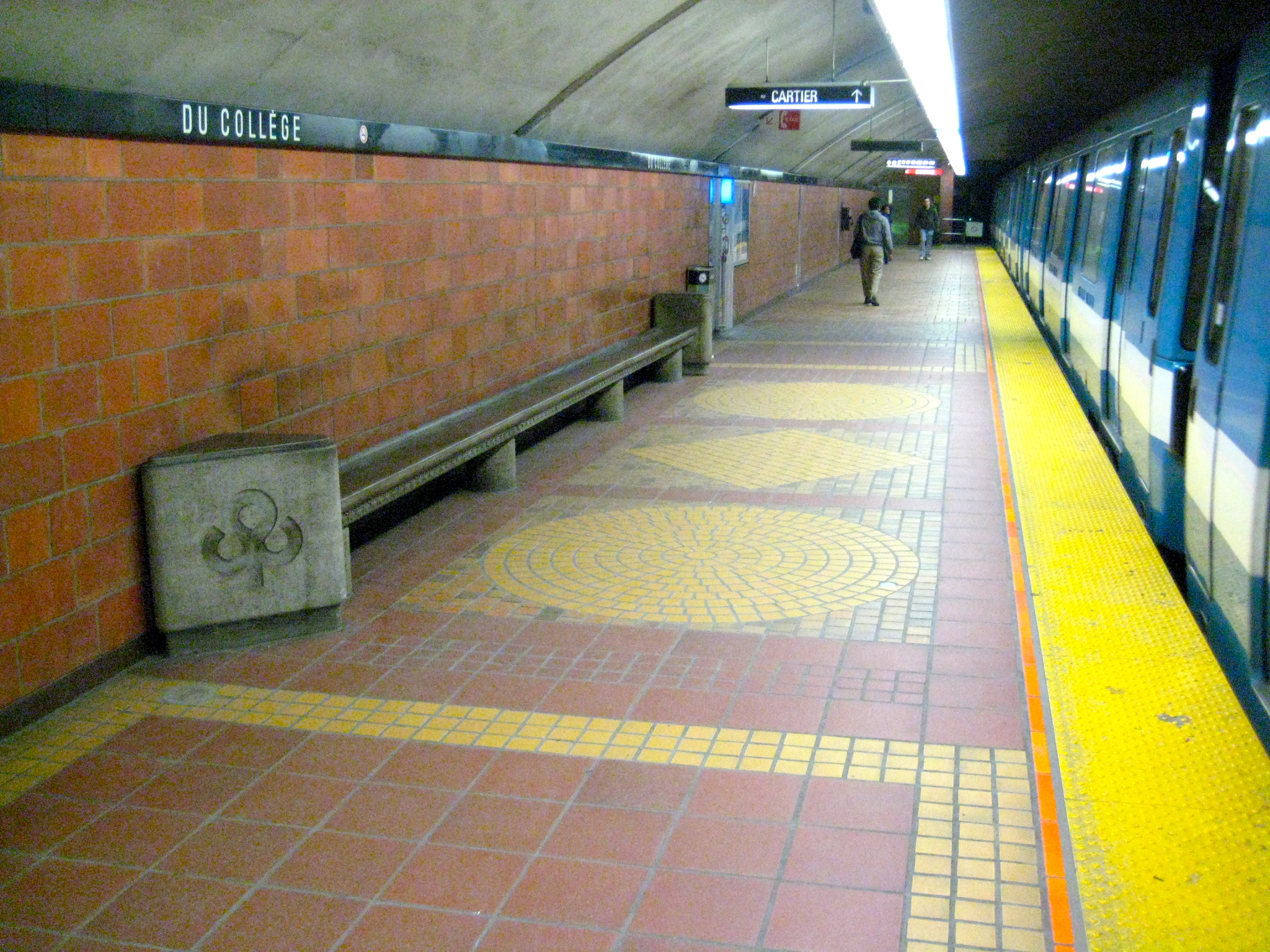

### Intermodalité
Elle est desservie par des bus STM, des lignes : service de jour: 17 Décarie, 72 Alfred-Nobel, 73 Dalton, 100 Crémazie, 117 O'Brien, 128 Saint-Laurent, 175 Griffith / Saint-François, 202 Dawson et 220 Kieran ; service de nuit : 371 Décarie, 378 Sauvé / YUL Aéroport, 380 Henri-Bourassa et 382 Pierrefonds / Saint-Charles ; service express 409 Express Des Sources et 460 Express Métropolitaine.

## L'art dans la station
La station dispose de plusieurs œuvres d'art : « Colonne ionique » (1984), en pierre calcaire, de Gilles S. Bonetto, située dans la mezzanine nord ; « Verrières » (1984), verre antique, verre et résine, de Lyse Charland Favretti et Pierre Osterrath, quatre sont situées dans l'édicule nord et une dans l'édicule sud ; « Murale » (1984), en terre cuite, de Aurelio Sandonato, située dans la mezzanine sud.

Œuvres
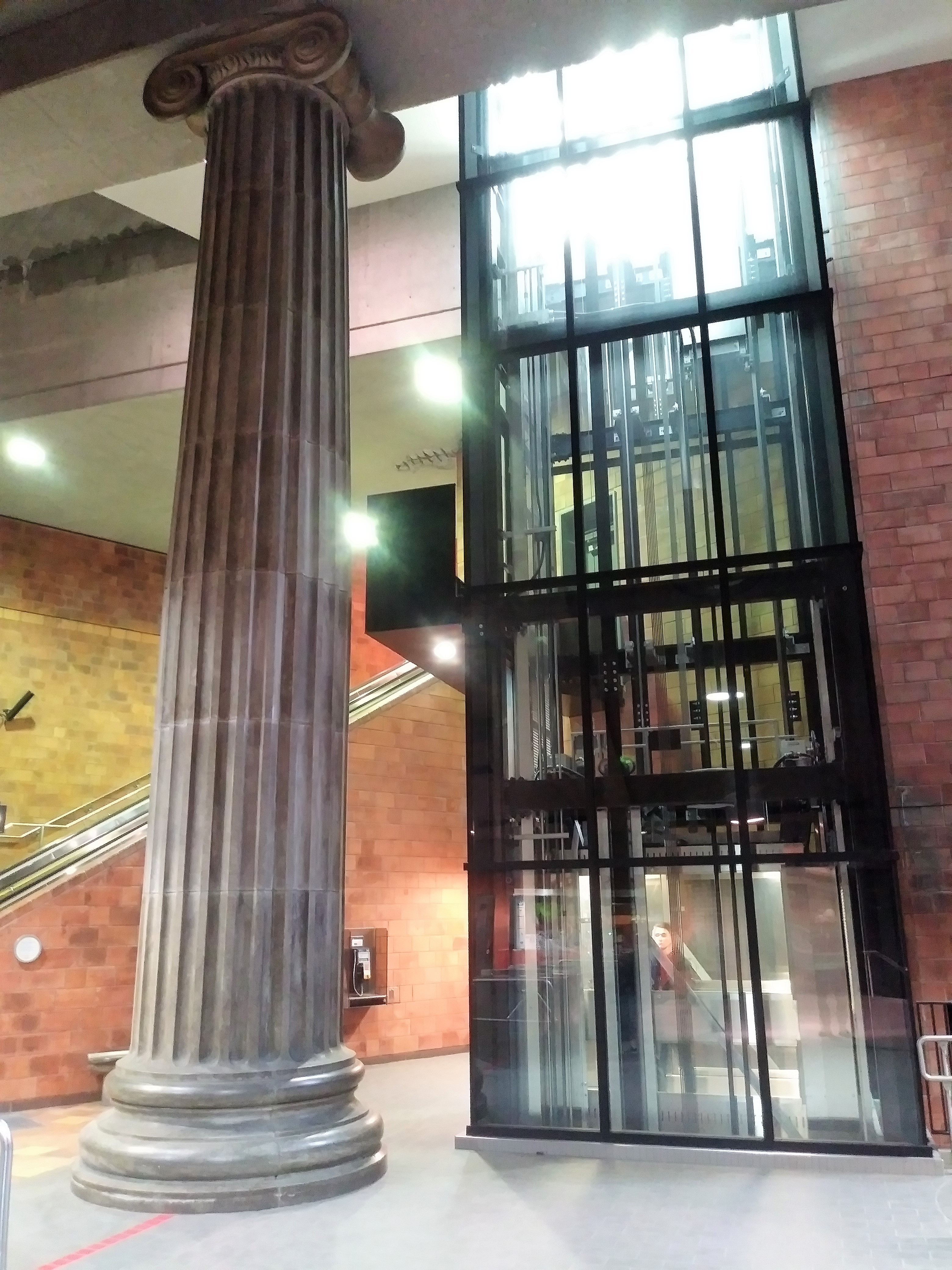
« Colonne ionique ».
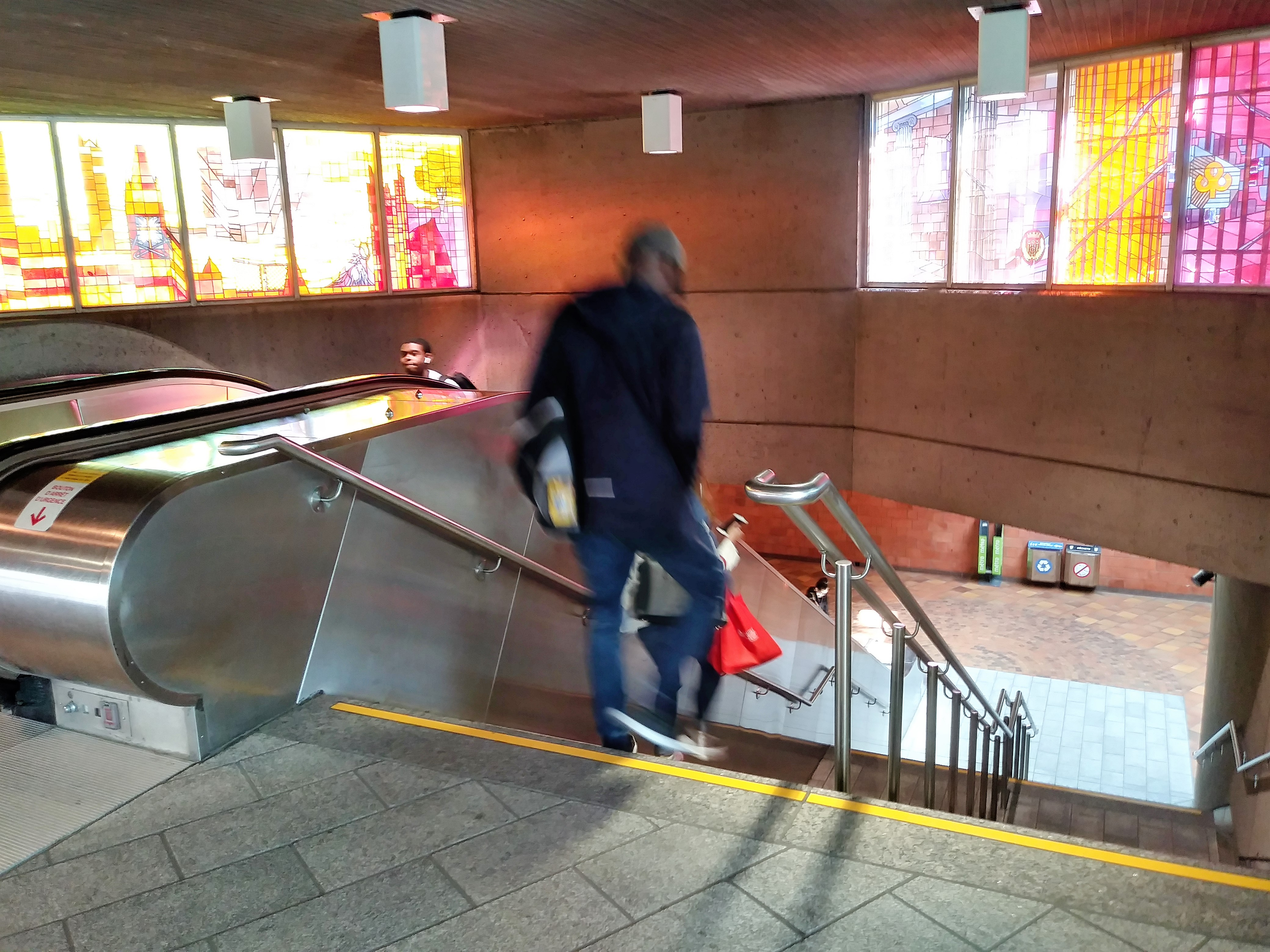
« Verrières ».
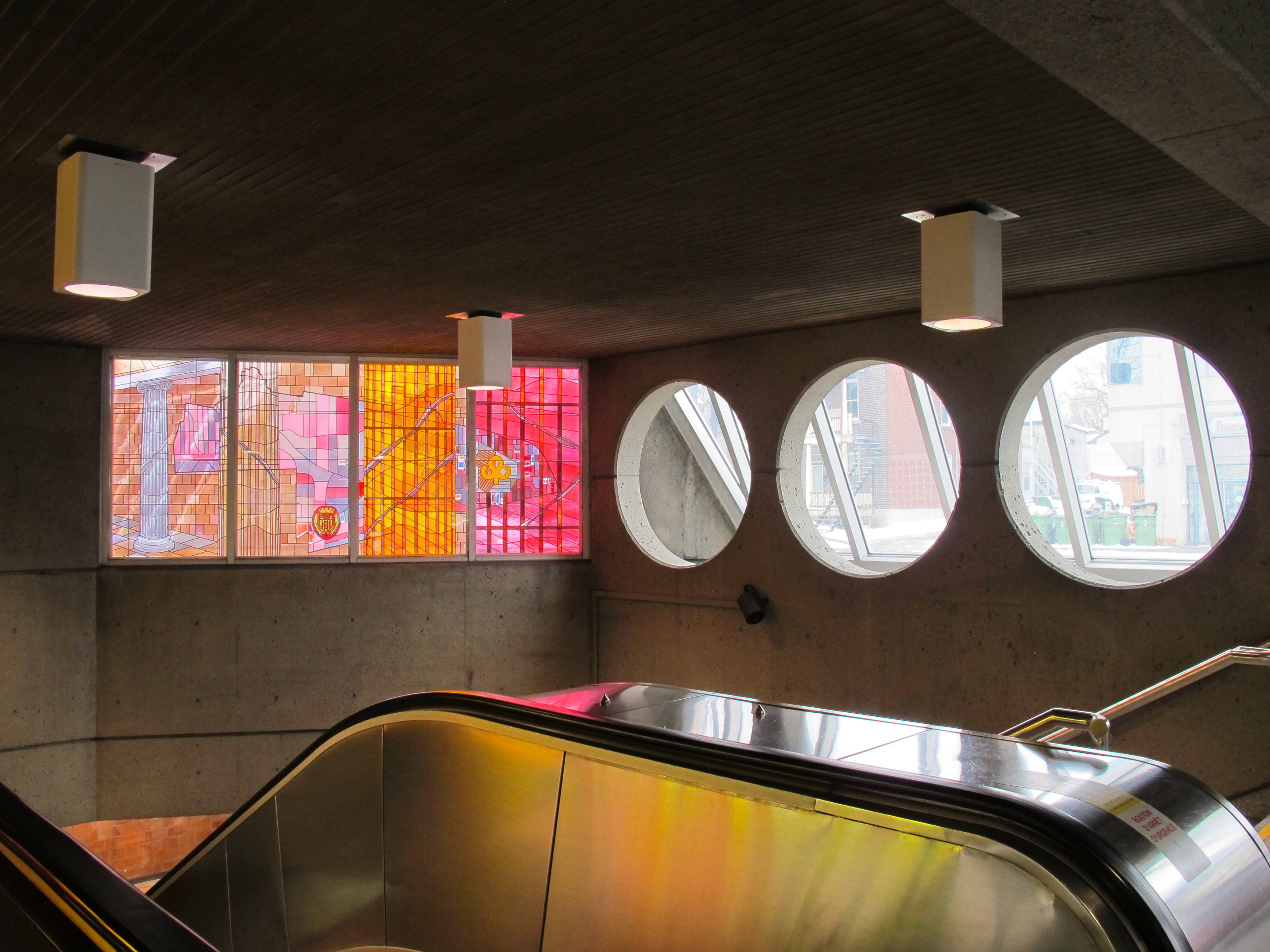
« Verrières ».
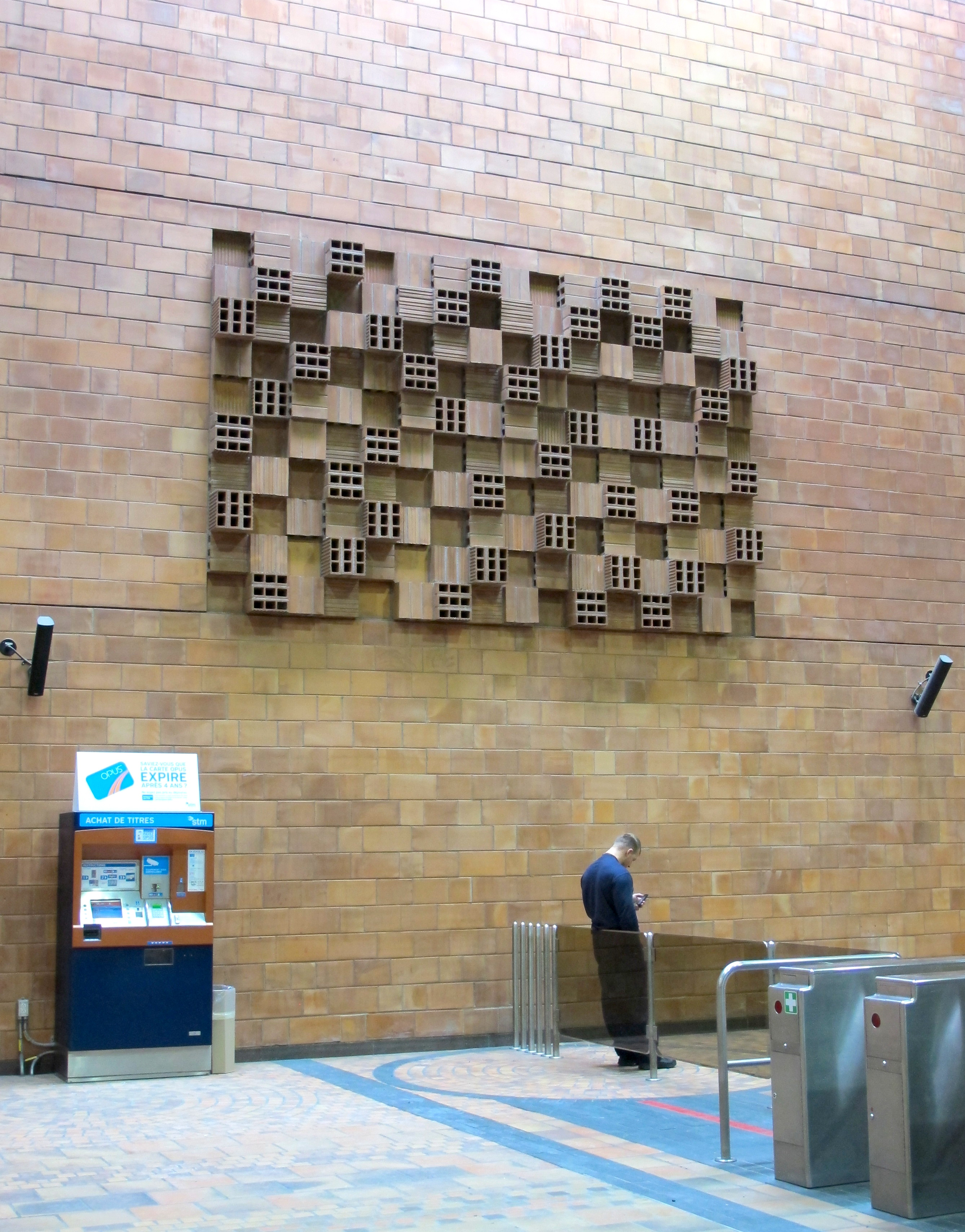
« Murale ».

## À proximité
- Cégep de Saint-Laurent
- Cégep Vanier
- École Laurentide
- École Hébert
- Musée des métiers d'art du Québec